# Hammer Battalion
Hammer Battalion – dziewiąty album studyjny szwedzkiej grupy muzycznej Unleashed. Wydawnictwo ukazało się 6 czerwca 2008 w Niemczech, 9 czerwca w pozostałych krajach Europy. Natomiast w Stanach Zjednoczonych i Kanadzie płyta została wydana 10 czerwca. Płyta została nagrana w Chrome Studios w Sztokholmie na przełomie stycznia i lutego 2008 roku. Mastering odbył się w Tailor Maid Productions również w 2008 roku.
Według Nielsen SoundScan w przeciągu tygodnia od dnia premiery w Stanach Zjednoczonych płyta sprzedała się w nakładzie 370 egzemplarzy. W ramach promocji w Belgradzie w Serbii został zrealizowany teledysk do utworu pt. Black Horizon. Ponadto jako headliner zespół odbył trasę koncertową Hammer Battalion Europie. Koncerty poprzedziły występy Krisiun, One Man Army i The Undead Quartet.

## Lista utworów
Opracowano na podstawie materiału źródłowego.
(muzyka i słowa: Unleashed)
1. "The Greatest of All Lies" - 03:22
2. "Long Before Winter's Call" - 03:51
3. "Your Children Will Burn" - 02:57
4. "Hammer Battalion" - 03:29
5. "This Day Belongs to Me" - 02:38
6. "Marching Off to War" - 03:50
7. "Entering the Hall of the Slain" - 03:33
8. "Black Horizon" - 03:54
9. "Carved in Stone" - 03:19
10. "Warriors of Midgard"  - 03:35
11. "Midsummer Solistce" - 03:06
12. "Home of the Brave" - 02:51
13. "I Want You Dead" - 04:03

## Twórcy
Opracowano na podstawie materiału źródłowego.

- Johnny Hedlund – gitara basowa, śpiew
- Fredrik Folkare – gitara prowadząca, inżynieria dźwięku, produkcja muzyczna
- Tomas Måsgard – gitara rytmiczna
- Anders Schultz – perkusja
- Peter in de Betou – mastering
- Mikael Silkeberg – zdjęcia
- Sebastian Ramstedt – okładka, oprawa graficzna